# Max Kirsch
Maximilian „Max“ Kirsch (* 18. April 1893 in Montigny bei Metz; † 1963) war ein deutscher Ingenieur und Abenteurer.

## Leben
Max Kirsch arbeitete seit Mai 1914 in der damaligen deutschen Kolonie Kamerun. Zu Beginn des Ersten Weltkriegs wurde das Schiff, auf dem er als Maschinist arbeitete, von einem britischen Kriegsschiff aufgebracht. Kirsch konnte aus der Gefangenschaft fliehen und schlug sich in Westafrika durch bis ins damalige französische Dahomé. Um erneuter Gefangenschaft zu entgehen, meldete er sich zur Fremdenlegion und gab an, französischer Schweizer zu sein. Beim Einsatz im Stellungskrieg in der Nähe von Reims wechselte er die Seiten. Anschließend nahm er auf deutscher Seite als Marinesoldat u. a. im Nahen Osten am Krieg teil. Bei Kriegsende hielt Kirsch sich in Anatolien auf, wurde in Konstantinopel von französischem Militär festgenommen und zum Tode verurteilt, später geändert zu einer Gefängnisstrafe. Er wurde nach Tunis gebracht, konnte aber von dort fliehen. Zuvor hatte man ihn im Jahr 1919 in der deutschsprachigen Presse für tot erklärt.
Schon 1916 hatte Kirsch über Hans Paasche die Bekanntschaft von Annemarie von Nathusius gemacht. Im Mai 1924 brach er von Berlin auf, um per Auto nach Persien zu fahren. In Buschir sollte Annemarie von Nathusius dazustoßen. Stattdessen trafen sie sich erst in Teheran. Die Reise war in erster Linie beruflich bedingt. Der Ingenieur Kirsch betreute den Transport von Spinn- und Webmaschinen und ihre Einrichtung in Isphahan.
Kirsch hielt über seine Erlebnisse Vorträge, u. a. 1919 in Berlin.
Über seine politische Gesinnung – zumindest im Jahre 1920 – geben die ersten Sätze des Textes Der Mord an Hans Paasche Auskunft: „Max Kirsch [...] begab sich zusammen mit der Schriftstellerin Annemarie von Nathusius [...] nach Gut Waldfrieden, um an der Bestattung seines Freundes Hans Paasche teilzunehmen. [...] Mit Kommunisten und Linkradikalen [!] habe ich trotz meiner Freundschaft zu Hans Paasche nichts zu tun.“

## Rezeption
Unter dem Namen „Fremdenlegionär Kirsch“ wurde Kirsch schon Ende des Ersten Weltkrieges bekannt durch das von Hans Paasche 1917 im Scherl-Verlag herausgegebene Buch „Fremdenlegionär Kirsch. Eine abenteuerliche Fahrt von Kamerun in den deutschen Schützengraben“. Paasche trat hier als Autor auf. Es bleibt offen, welchen Anteil Kirsch selbst an dem Text hatte. Gleichzeitig erschien bei der Deutschland Library Company in New York „Maximilian Kirsch: Der Fremdenlegionär“ ohne Nennung des Namens von Hans Paasche. Die beiden Texte weisen einige sprachliche Unterschiede auf.
Paasche bescheinigt Kirsch in seinem Vorwort „Menschlichkeit und Kameradschaft im Kreise derer, die Feinde seines Volkes waren“ (S. 7). Das entspricht der damaligen Haltung Paasches, der auf dem Weg vom Kolonialoffizier zum Pazifisten war. Beide Text-Varianten des Buches sind zwar nicht pazifistisch zu lesen, sind aber alles andere als kriegsverherrlichend.
Die weiteren Erlebnisse des Max Kirsch wurden dann – ebenfalls bei August Scherl – 1920 von Friedrich Hussong unter dem Titel „Zum Tode verurteilt. Neues vom Fremdenlegionär Kirsch. Ihm nacherzählt von Friedrich Hussong“ herausgegeben. Auch hier bleibt der direkte Anteil Kirschs am Text unklar. Interessant ist hier, dass jetzt ein ausgesprochen Deutsch-Nationaler die Abenteuer des „Fremdenlegionärs Kirsch“ erzählt.
1921 drehte Regisseur Philipp Lothar Mayring den Film „Fremdenlegionär Kirsch“ mit Max Kirsch selbst in der Hauptrolle.

## Schriften
- Der Fremdenlegionär. Eine abenteuerliche Fahrt von Kamerun in den deutschen Schützengraben in den Kriegsjahren 1914–15.  Deutschland Library Company, New York 1917 (Second Printing) Digitalisat
- Im Lastkraftwagen von Berlin nach Ispahan. K. F. Koehler Verlag Berlin/Leipzig 1927 Digitalisat
- Im wilden Kurdistan. In: Karl-May-Jahrbuch 1920. Karl-May-Verlag, Radebeul bei Dresden 1919. S. 469–485
- Der Mord an Hans Paasche. In: Junge Menschen. 1. Jg., Ende Juli 1920, Heft 13/14, S. 131f; auch – leicht gekürzt – in: Berliner Volks-Zeitung. 68. Jg., Nr. 243, 26. Mai 1920. Abend-Ausgabe, S. 1
- Ein Robinson der Wüste. Abenteuerliche Erlebnisse eines Jungen. Leipzig Wien 1927 (nicht autobiographisch)
- Abenteuer in der Wüste. Berlin und Leipzig ca. 1940 (11. – 13. Tsd.) - Neu herausgegeben von W. E. v. Medem (Neuausgabe von Ein Robinson der Wüste)